# Objaw Saegessera
Objaw Saegessera (ang. Saegesser's sign) – objaw, wywoływany przez naciśnięcie punktu przeponowego (przy krawędzi lewego mięśnia mostkowo-obojczykowo-sutkowego, 3–4 cm ponad krawędzią obojczyka). Powoduje to gwałtowny skurcz przepony po tej samej stronie i silny ból wzdłuż krawędzi mięśnia prostego brzucha. Objaw wskazuje na pęknięcie śledziony, zarówno przebiegające z rozerwaniem torebki i krwawieniem do jamy otrzewnej, jak i przebiegające z utworzeniem krwiaka podtorebkowego.
Objaw został opisany przez szwajcarskiego chirurga, Maxa Saegessera.